# 自由民主党学生部全国協議会

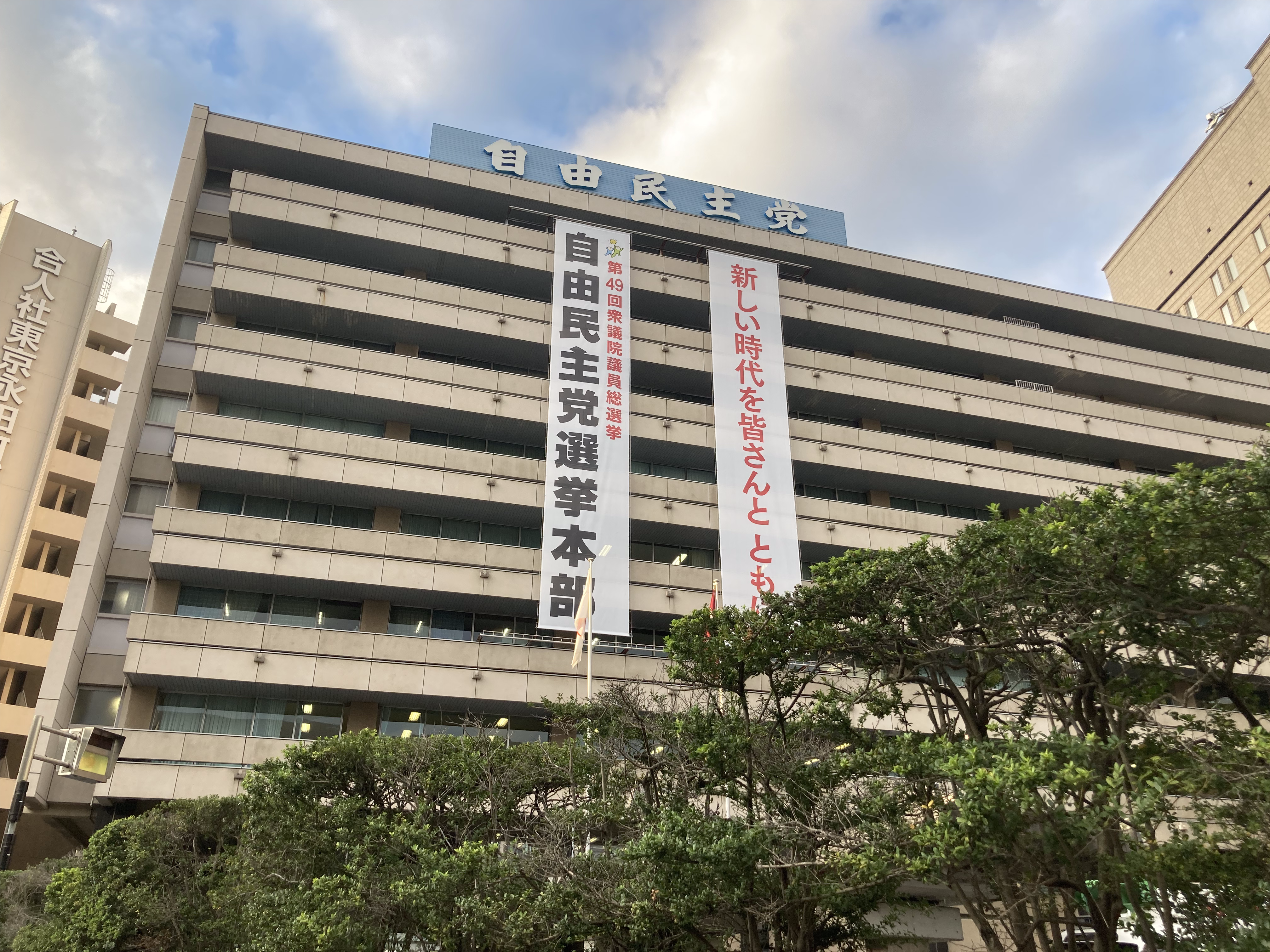
自由民主党本部
（自由民主会館）

自由民主党学生部全国協議会（じゆうみんしゅとう がくせいぶ ぜんこくきょうぎかい）は日本の政党である自由民主党の学生部の1つ。各都道府県支部連合会に設置されている34の学生部の連携組織である。

## 概要
自由民主党学生部中央執行員会（東京都連学生部）が党直属から東京都支部連合会（東京都連）に移管されてから、自由民主党では各都道府県支部連合会に学生部が設置されていた。
そのため、小倉將信青年局長の元、各都道府県支部連合会の学生部の組織拡大、連携強化、情報共有等を目的とし、2022年（令和4年）5月29日に設立された。
各ブロックから幹事が選任され、その中から東京都連学生部の根本雄作が初代会長に就任した。

## 沿革

### 年表
- 2022年5月29日：自由民主党本部にて設立総会が開催され、設立された。同日、各ブロックから幹事が選任され、その中から東京都連学生部の根本雄作が初代会長に就任した。
- 2023年5月28日、京都府連学生部の石原拓海が第2代会長に就任した。
- 2024年5月19日、兵庫県連学生部の田口辰典が第3代会長に就任した。